# Voivodskab
 Der er for få eller ingen kildehenvisninger i denne artikel, hvilket er et problem. Du kan hjælpe ved at angive troværdige kilder til de påstande, som fremføres i artiklen.

Et voivodskab (polsk województwo, rumænsk voievodat, serbisk vojvodina (војводина), vojvodstvo (војводство) eller vojvodovina (војводовина), ungarsk vajdaság, litauisk vaivadija) er en geografisk administrativ enhed som daterer tilbage til middelalderens Polen, Rumænien, Ungarn, Litauen, Letland og Serbien. Et voivodskab svarede til det, der kaldtes et hertugdømme i Vesteuropa, ligesom titlen "voivod" svarede til hertug, og er afledt af wojewoda, der oprindeligt betød "hærfører".
I moderne sammenhæng henviser ordet normalt til en provins i Polen: Se Voivodskaber i Polen.